# Arthur af Connaught
Prins Arthur, Hertug af Connaught og Strathearn (Arthur William Patrick Albert; 1. maj 1850 - 16. januar 1942) var en britisk prins, der var søn af Dronning Victoria af Storbritannien og hendes gemal Prins Albert af Sachsen-Coburg og Gotha. Han gjorde tjeneste som Canadas generalguvernør fra 1911 til 1916 og var den eneste britiske prins, der varetog dette embede. I 1910 blev han udnævnt til storprior af den Britiske Johanniterorden og han bestred denne stilling indtil 1939.
Prins Arthur er oldefar til Dronning Margrethe 2. af Danmark og Kong Carl 16. Gustaf af Sverige. Han stod fadder til Dronning Margrethe 2. i Holmens kirke sammen med seks andre kongelige.

## Biografi

### Baggrund og uddannelse
Prins Arthur blev født den 1. maj 1850 på Buckingham Palace i London. Han var det syvende barn og tredje søn af dronning Victoria af Storbritannien og hendes gemal prins Albert af Sachsen-Coburg og Gotha. Prinsen blev 22. juni døbt af ærkebiskoppen af Canterbury, John Bird Sumner, i The Private Chapel på Buckingham Palace. Hans faddere var prins Wilhelm af Preussen (den senere konge af Preussen og tyske kejser Wilhelm I); prinsesse Ida af Sachsen-Meiningen; og hertugen af Wellington, med hvem han delte sin fødselsdag og blev opkaldt efter. Som sine ældre brødre modtog Arthur også sin grunduddannelse fra privatlærere. Efter sigende var han dronning Victorias favoritbarn.

### Karriere
Prins Arthur blev uddannet af privatlærere før han optoges på Royal Military Academy Woolwich i en alder af 16. Efter sin officerseksamen blev han løjtnant i den britiske hær, hvor han tjente i omkring 40 år. I denne periode udnævntes han desuden til hertug af Connaught og Strathearn samt jarl af Sussex. I 1911 fik han embedet som generalguvernør i Canada efter Albert Grey, 4. jarl af Grey med titel af vicekonge og bestred posten frem til han i 1916 efterfulgtes af Victor Cavendish, 9. hertug af Devonshire. Som led i stillingen fungerede han som kongens, og dermed som den canadiske øverstkommanderendes, repræsentant gennem de to første år af 1. verdenskrig. Efter afslutningen af sin embedsperiode som generalguvernør vendte prins Arthur tilbage til Storbritannien, hvor han varetog en række forskellige kongelige pligter og opgaver.

## Ægteskab
Han var på tale som ægtemand til prinsesse Thyra, men dronning Louise nedlagde veto mod ægteskabet, da hun ønskede sin datter gift med overhovedet for en kongelig familie og ikke en yngre søn. Prins Arthur blev i stedet gift den 13. marts 1879 i St George's Chapel på Windsor Castle med prinsesse Louise Margareta af Preussen, datter af Prins Frederik Karl af Preussen og Prinsesse Maria Anna af Anhalt-Dessau.
Louise Margareta var grandniece til Wilhelm 1., der var Arthurs gudfar.
Parret fik tre børn: Prinsesse Margareta af Connaught (født 15. januar 1882), prins Arthur Frederick Patrick Albert (født 13. januar 1883) og prinsesse Victoria Patricia Helena Elizabeth (født 17. marts 1886), der alle voksede op på herregården Bagshot Park i Surrey og fra 1900 i Clarence House, prins Arthurs residens i London. Gennem sine børns ægteskaber blev prins Arthur svigerfar til arveprins Gustav Adolf af Sverige; prinsesse Alexandra, 2. hertuginde af Fife; og sir Alexander Ramsay. Prins Arthurs første to børn døde før ham.

## Død
Prins Arthur døde den 16. januar 1942 på Bagshot Park i en alder af 91 år. Han blev begravet den 19 marts 1942 på Royal Burial Ground i Frogmore.

## Børn
| Billede | Navn                               | Fødsel          | Død               | Noter |
| ------- | ---------------------------------- | --------------- | ----------------- | --- |
|         | Margareta af Connaught             | 15. januar 1882 | 1. maj 1920       | gift med Gustav 6. Adolf af Sverige (forældre til Dronning Ingrid)                                                 |
|         | Arthur af Connaught                | 13 Januar 1883  | 12 September 1938 | gift med prinsesse Alexandra, 2. hertuginde af Fife, (forældre til Alastair, 2. hertug af Connaught og Strathearn) |
|         | Patricia af Connaught, lady Ramsay | 17 Marts 1886   | 12 Januar 1974    | gift med Alexander Ramsay                                                                                          |

## Anetavle
|                                                 |                                                        |  |                                |                                                     |  |  |  |  | 8. Franz Friedrich af Sachsen-Coburg-Saalfeld (=14) |
|                                                 |                                                        |  |                                |                                                     |  |  |  |  |                                                     |
|                                                 | 4. Ernst 1. af Sachsen-Coburg og Gotha                 |  |                                |                                                     |  |  |  |  |                                                     |
|                                                 |                                                        |  |                                |                                                     |  |  |  |  |                                                     |
|                                                 |                                                        |  |                                | 9. Augusta Reuss zu Ebersdorf und Lobenstein (=15)  |  |  |  |  |                                                     |
|                                                 |                                                        |  |                                |                                                     |  |  |  |  |                                                     |
|                                                 | 2. Prins Albert af Sachsen-Coburg og Gotha             |  |                                |                                                     |  |  |  |  |                                                     |
|                                                 |                                                        |  |                                |                                                     |  |  |  |  |                                                     |
|                                                 |                                                        |  |                                | 10. August af Sachsen-Gotha-Altenburg               |  |  |  |  |                                                     |
|                                                 |                                                        |  |                                |                                                     |  |  |  |  |                                                     |
|                                                 | 5. Louise af Sachsen-Gotha-Altenburg                   |  |                                |                                                     |  |  |  |  |                                                     |
|                                                 |                                                        |  |                                |                                                     |  |  |  |  |                                                     |
|                                                 |                                                        |  |                                | 11. Louise Charlotte af Mecklenburg-Schwerin        |  |  |  |  |                                                     |
|                                                 |                                                        |  |                                |                                                     |  |  |  |  |                                                     |
| Prins Arthur, Hertug af Connaught og Strathearn |                                                        |  |                                |                                                     |  |  |  |  |                                                     |
|                                                 |                                                        |  |                                |                                                     |  |  |  |  |                                                     |
|                                                 |                                                        |  | 12. Georg 3. af Storbritannien |                                                     |  |  |  |  |                                                     |
|                                                 |                                                        |  |                                |                                                     |  |  |  |  |                                                     |
|                                                 | 6. Prins Edvard Augustus, hertug af Kent og Strathearn |  |                                |                                                     |  |  |  |  |                                                     |
|                                                 |                                                        |  |                                |                                                     |  |  |  |  |                                                     |
|                                                 |                                                        |  |                                | 13. Charlotte af Mecklenburg-Strelitz               |  |  |  |  |                                                     |
|                                                 |                                                        |  |                                |                                                     |  |  |  |  |                                                     |
|                                                 | 3. Victoria af Storbritannien                          |  |                                |                                                     |  |  |  |  |                                                     |
|                                                 |                                                        |  |                                |                                                     |  |  |  |  |                                                     |
|                                                 |                                                        |  |                                | 14. Franz Friedrich af Sachsen-Coburg-Saalfeld (=8) |  |  |  |  |                                                     |
|                                                 |                                                        |  |                                |                                                     |  |  |  |  |                                                     |
|                                                 | 7. Victoria af Sachsen-Coburg-Saalfeld                 |  |                                |                                                     |  |  |  |  |                                                     |
|                                                 |                                                        |  |                                |                                                     |  |  |  |  |                                                     |
|                                                 |                                                        |  |                                | 15. Augusta Reuss zu Ebersdorf und Lobenstein (=9)  |  |  |  |  |                                                     |
|                                                 |                                                        |  |                                |                                                     |  |  |  |  |                                                     |